# Округ Вакајакам (Вашингтон)
Вакајакам (енгл. Wahkiakum County) је округ у америчкој савезној држави Вашингтон.

## Демографија
По попису из 2010. године број становника је 3.978, што је 154 (4,0%) становника више него 2000. године.
| Група             | 2000.         | 2010.         |
| Белци             | 3.546 (92,7%) | 3.678 (92,5%) |
| Афроамериканци    | 10 (0,3%)     | 10 (0,3%)     |
| Азијати           | 18 (0,5%)     | 23 (0,6%)     |
| Хиспаноамериканци | 98 (2,6%)     | 108 (2,7%)    |
| Укупно            | 3.824         | 3.978         |